# استنلی دشیو
استنلی دشیو (انگلیسی: Stanley Dashew; ۱۶ سپتامبر ۱۹۱۶ – ۲۵ آوریل ۲۰۱۳) کارآفرین، و مخترع اهل ایالات متحده آمریکا بود. استنلی آرون داشو یک مخترع بانفوذ آمریکایی بود که به دلیل مشارکت قابل توجه خود در صنایع مختلف شهرت داشت. او به ویژه به عنوان یکی از پیشگامان صنعت کارت‌های اعتباری پلاستیکی در دهه ۱۹۵۰ شناخته می‌شود. دشیو همراه با جوزف پی ویلیامز، معاون بانک آمریکا در آن زمان، Databosser را معرفی کرد، دستگاهی که اعداد کارت‌های IBM را بر روی کارت‌های اعتباری که ابتدا از آلیاژ آلومینیوم و بعداً از پلاستیک ساخته شده بود، حک می‌کرد.